# Marienkirche (Täbris)

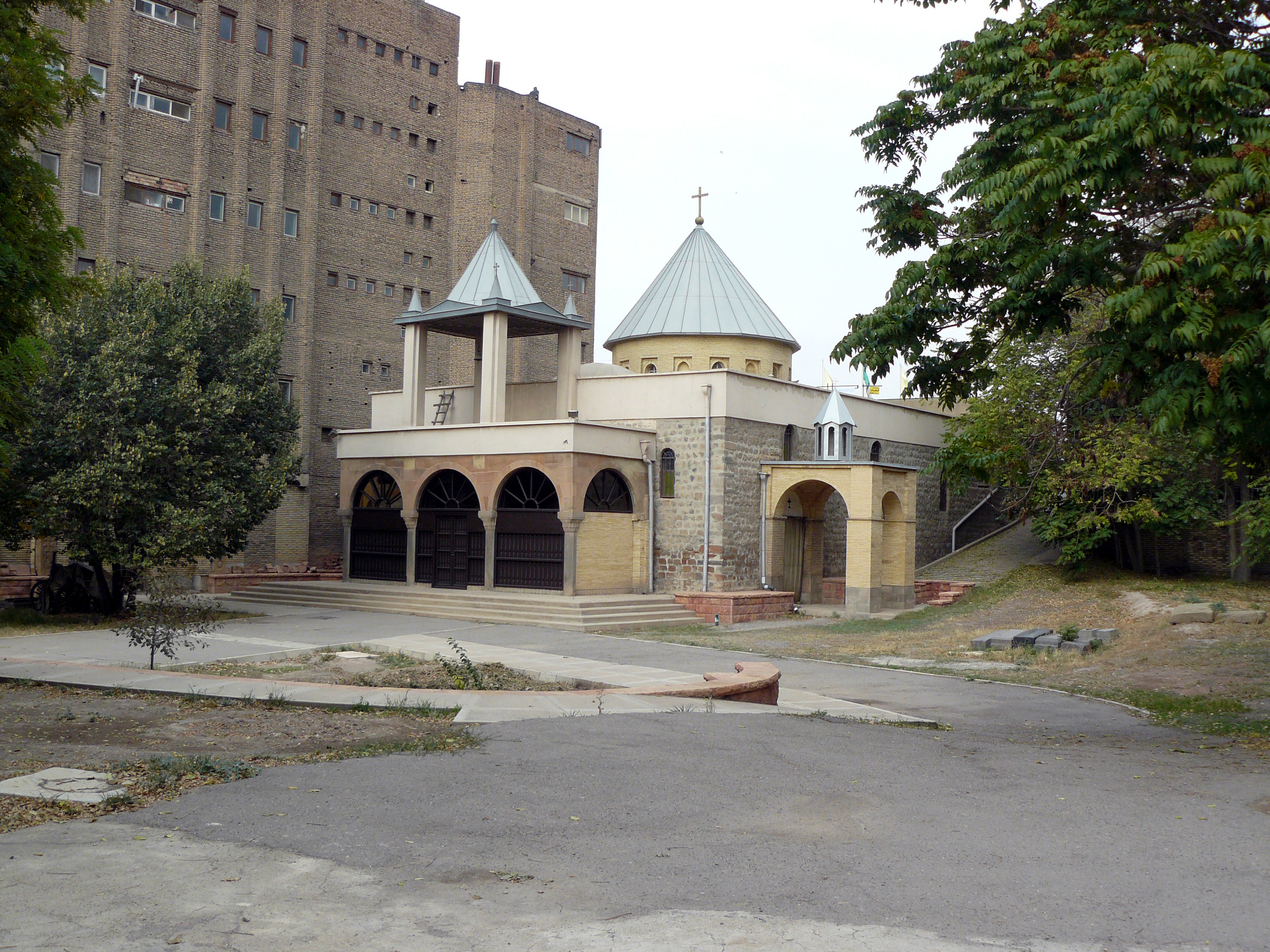
Armenische Marienkirche in Täbris, 2008

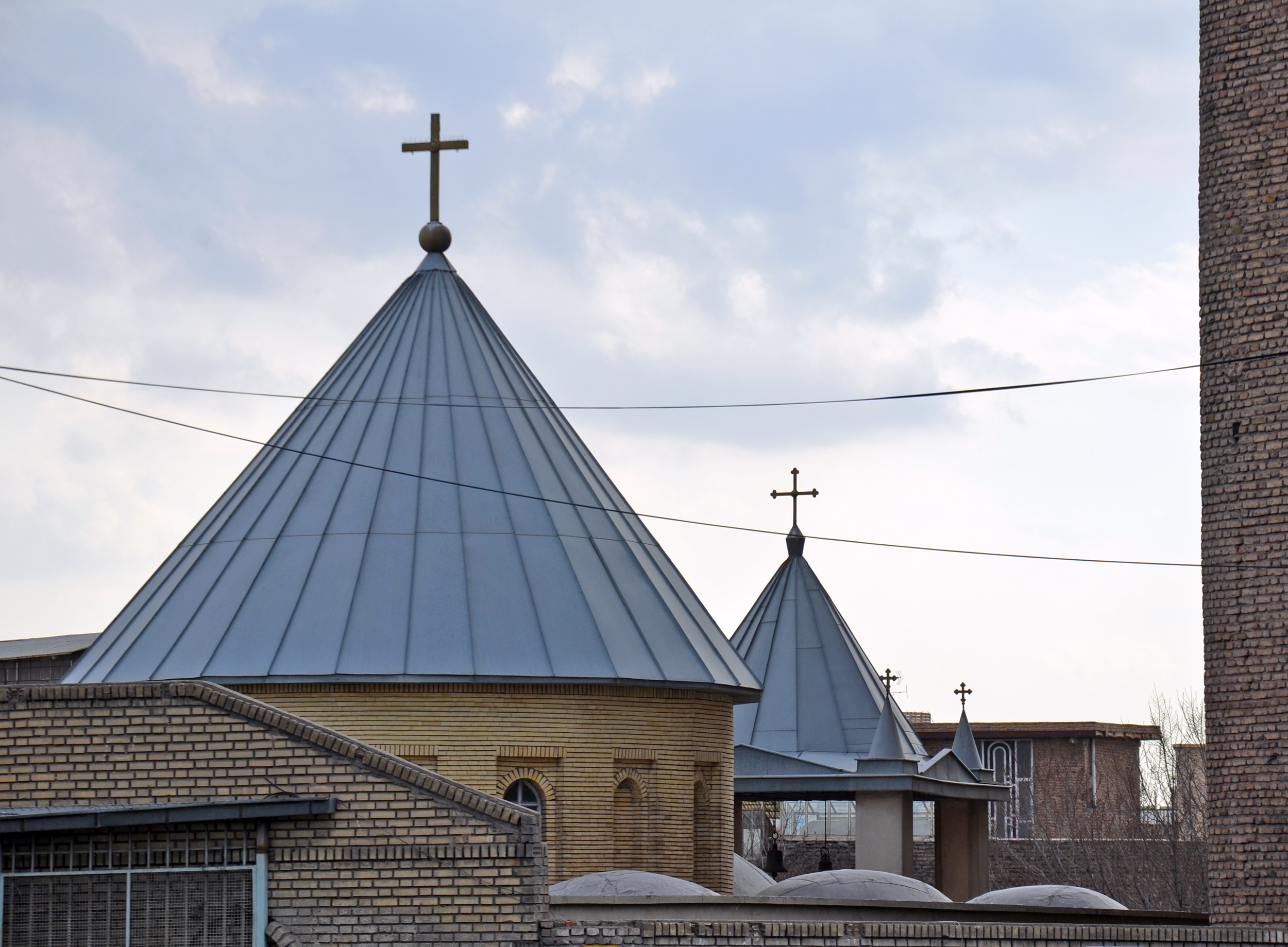
Armenische Marienkirche in Täbris, 2012

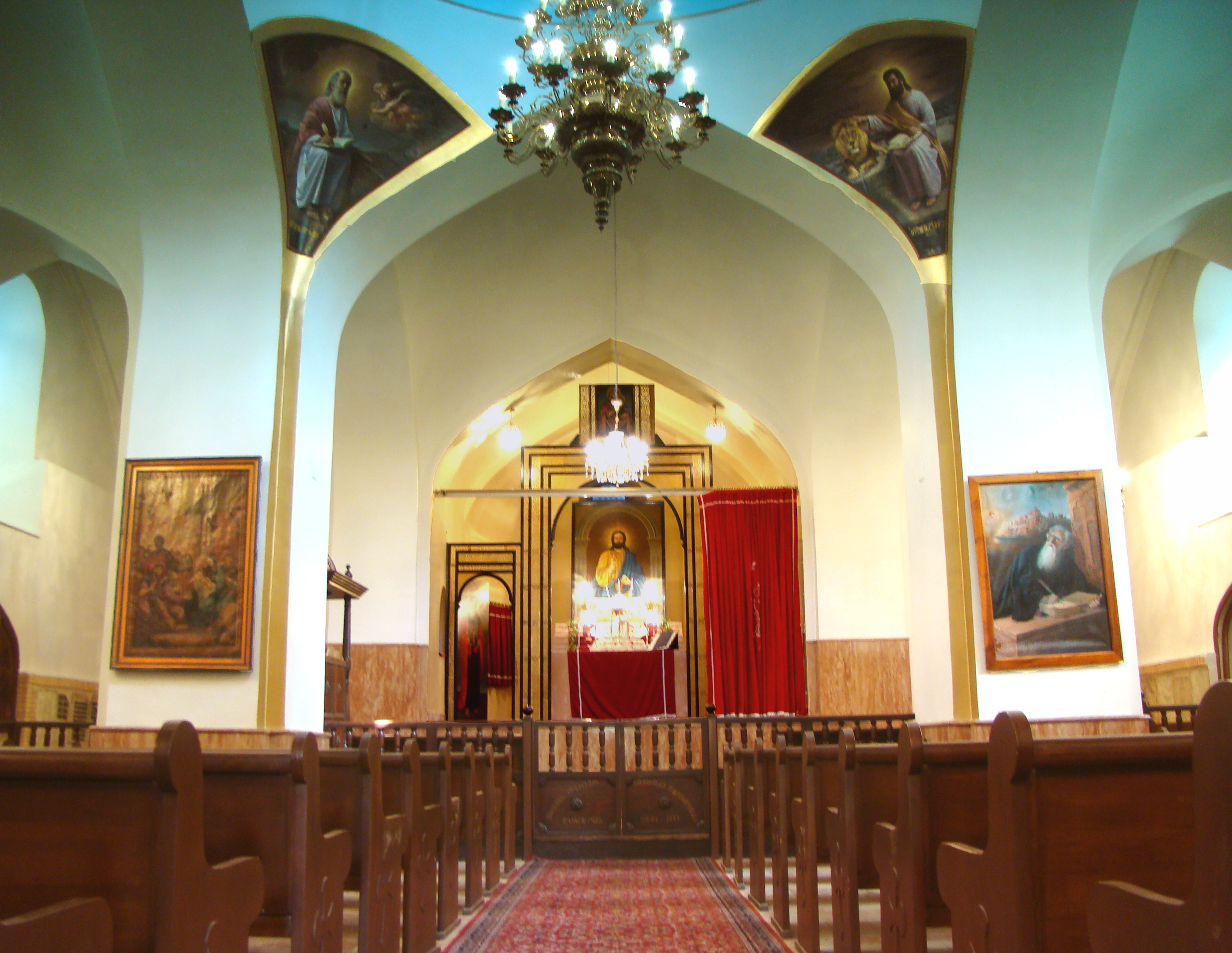
Inneres der Marienkirche in Täbris

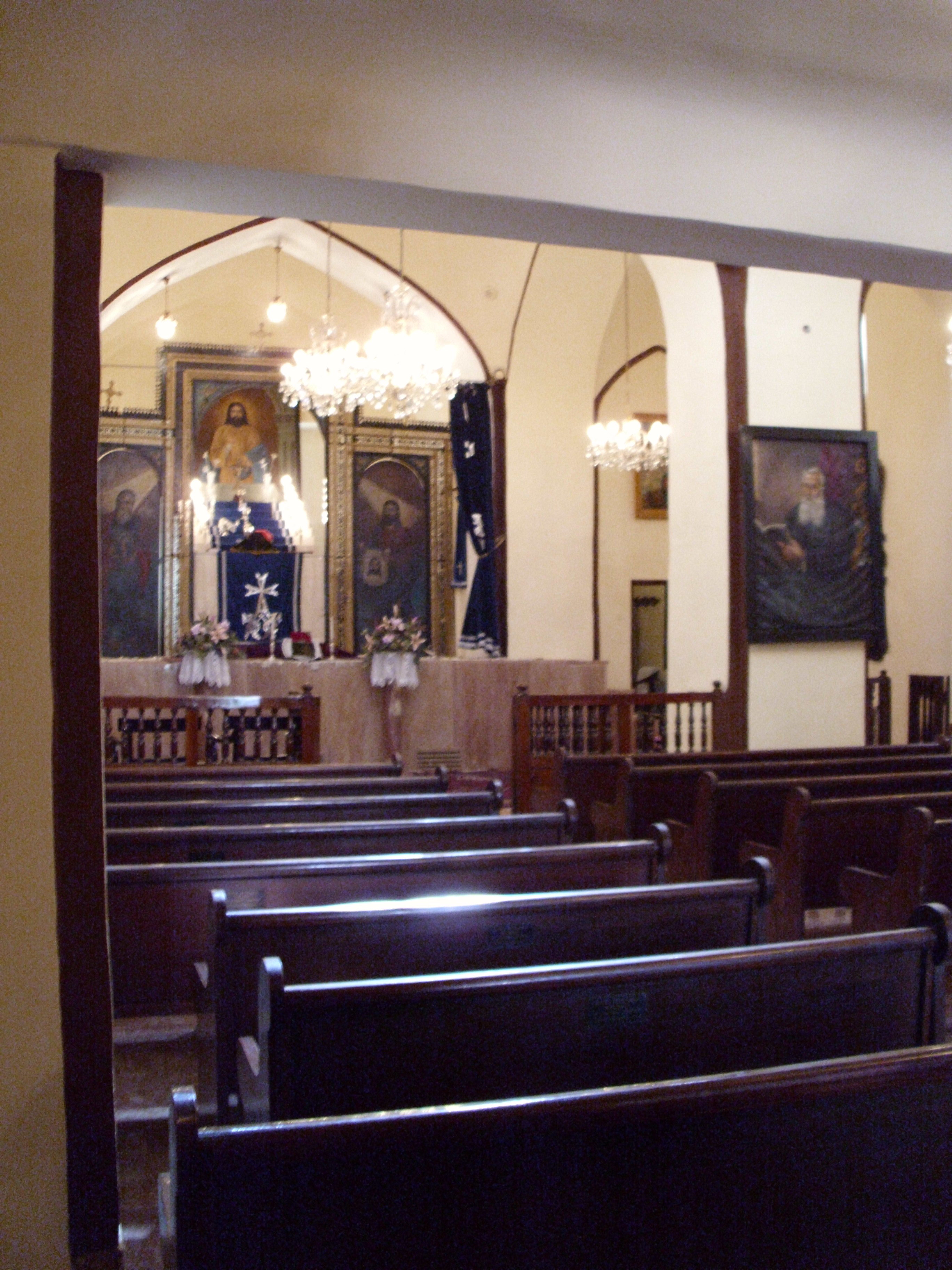
Inneres der Marienkirche in Täbris

Die Kirche der Heiligen Muttergottes Maria, kurz Marienkirche (armenisch Թավրիժի Սուրբ Մարիամ Աստվածածին եկեղեցի T’avrizhi Surb Mariam Astvatsatsin yekeghets’i, persisch کلیسای مریم مقدس) ist eine Kirche in der iranischen Stadt Täbris, die im Jahre 1785 fertiggestellt wurde. Sie gehört zur in Täbris ansässigen Diözese Atrpatakan (Aserbaidschan) der armenisch-apostolischen Kirche und steht im Täbriser Stadtzentrum, wo sie ein wichtiger Bezugspunkt für die dortige armenische Gemeinde ist.

## Standort
Die Kirche der Heiligen Muttergottes steht an der Kreuzung der Schariati-Straße (Schahnaz Nord) und Dschomhuri-Straße im historischen Stadtteil Dik Baschi im Stadtzentrum von Täbris. Sie war viele Jahre Sitz des armenischen Erzbischofs von Täbris, der jetzt in einem nahegelegenen Gebäude residiert. Es gibt mehrere Nebengebäude, darunter das von der Täbriser Prälatur betriebene „Armenische Museum Täbris“ neben der Kirche.

## Geschichte
Ein Vorgängerbau der Marienkirche wurde im 12. Jahrhundert errichtet. Marco Polo, der die Stadt Täbris (Tauris) im Jahre 1275 auf seinem Weg nach China durchreiste, erwähnt die Kirche in seinem Reisebericht.
Der älteste Grabstein in der Marienkirche stammt aus dem 16. Jahrhundert. Laut einer Inschrift wurde die Kirche wie die gesamte Stadt in einem verheerenden Erdbeben 1780 zerstört und das heutige Gebäude auf den alten Grundmauern von 1782 bis 1785 errichtet.
Eine größere Renovierung erfuhr die Kirche unter dem Täbriser Bischof Nshan Topouzian, der von August 2002 bis zu seinem Tode im April 2010 Prälat der Diözese war.

## Architektur
Die Marienkirche von Täbris (armenisch Թավրիզ T’avriz) ist 16 m lang und 14 m breit. Der Glockenturm steht auf vier Quadratsäulen in der Mitte der Kirche und hat vier Bögen, deren Innenflächen zwischen den Säulen mit Gemälden mit biblischen Motiven verziert sind.
An der Innenseite der Ummauerung der Marienkirche von Täbris steht ein Chatschkar vom Armenischen Friedhof von Dschulfa, der seit 1991 zur Republik Aserbaidschan gehört (seit 1921 zur Aserbaidschanischen SSR) und 2005 von aserbaidschanischem Militär systematisch zerstört wurde.